# Pedrín Benjumea
Pedro Benjumea Durán plus connu sous le nom de « Pedrín Benjumea » né le 29 novembre 1945 à Herrera (Espagne, province de Séville) et mort le 21 novembre 2000 à San Sebastián de los Reyes (communauté de Madrid, Espagne), est un matador espagnol.

## Présentation
En 1954 il apparaît à Arévalo (Espagne, province d'Ávila) en tant que novillero. Sa première novillada piquée  a lieu la même année à San Sebastián de los Reyes (Espagne, communauté de Madrid).
En France, il paraît pour la première fois le 1er août 1965 à Châteaurenard (France, Bouches-du-Rhône) face à des taureaux de Hubert Yonnet. Le 12 septembre 1965, il triomphe à Madrid, où il recommence ses exploits de novillero l'année suivante.

## Carrière
Il prend l'alternative à Castellón de la Plana (Espagne, province de Castellón) avec pour parrain Julio Aparicio, et pour témoin, Palomo Linares  le 27 février 1967 devant des taureaux de l'élevage Pérez de San Fernando, et il confirme la même année à Madrid, le 19 mai avec le même parrain devant des taureaux de Baltasar Ibán.
En France, après son alternative, il s'est déjà présenté comme matador à la feria d'Arles en compagnie de Diego Puerta et de « El Cordobés » devant des taureaux de Camacho. Il a coupé deux oreilles ce jour-là.
Victime de nombreuses blessures, il torée de moins en moins à partir des années 1970. Quand il met fin à sa carrière en 1993, il comptabilise vingt-quatre coups de cornes graves qui le handicapent sérieusement. Il se suicide le 21 novembre 2000 à San Sebastián de los Reyes.